# روبرت إس. أندرسون
روبرت إس. أندرسون (بالإنجليزية: Robert S. Anderson)‏ هو جيولوجي أمريكي، ولد في 17 نوفمبر 1952.

## وصلات خارجية
- الموقع الرسمي